# (4913) Wangxuan
(4913) Wangxuan (1965 SO) – planetoida z grupy pasa głównego asteroid okrążająca Słońce w ciągu 3 lat i 299 dni w średniej odległości 2,44 j.a. Została odkryta 20 września 1965 roku przez Obserwatorium Astronomiczne Zijinshan. Nazwa planetoidy pochodzi od Wanga Xuana (1937-2006), profesora Uniwersytetu Pekińskiego, chińskiego naukowca specjalizującego się w informatyce.